# Novokosteantîniv, Letîciv
Novokosteantîniv (în ucraineană Новокостянтинів) este un sat în comuna Suslivți din raionul Letîciv, regiunea Hmelnîțkîi, Ucraina.

## Demografie
Componența lingvistică a localității Novokosteantîniv
     Ucraineană (99,26%)
     Alte limbi (0,74%)
Conform recensământului din 2001, majoritatea populației localității Novokosteantîniv era vorbitoare de ucraineană (99,26%), existând în minoritate și vorbitori de alte limbi.